# Centrální park (Chodov)
Centrální park na Chodově je travnatá plocha mezi panelovými domy Jižního Města. Táhne se od stanice metra Opatov až k stanici metra Háje. Místním obyvatelům poskytuje prostor pro procházku nebo relaxaci. Pro tento účel je zde zřízeno mnoho laviček, pro děti je zde několik hřišť. Parkem vede napříč cyklostezka, je vhodný i pro in-line bruslaře.
V letech 2018 a 2019 proběhla revitalizace západní části parku; vznikla nová cestní síť, cyklostezka byla prodloužena, přibylo více než 100 stromů, altán a lavičky. Park dostal i nové osvětlení a byly založeny nové trávníky.